# Schoenen op de Donaukade

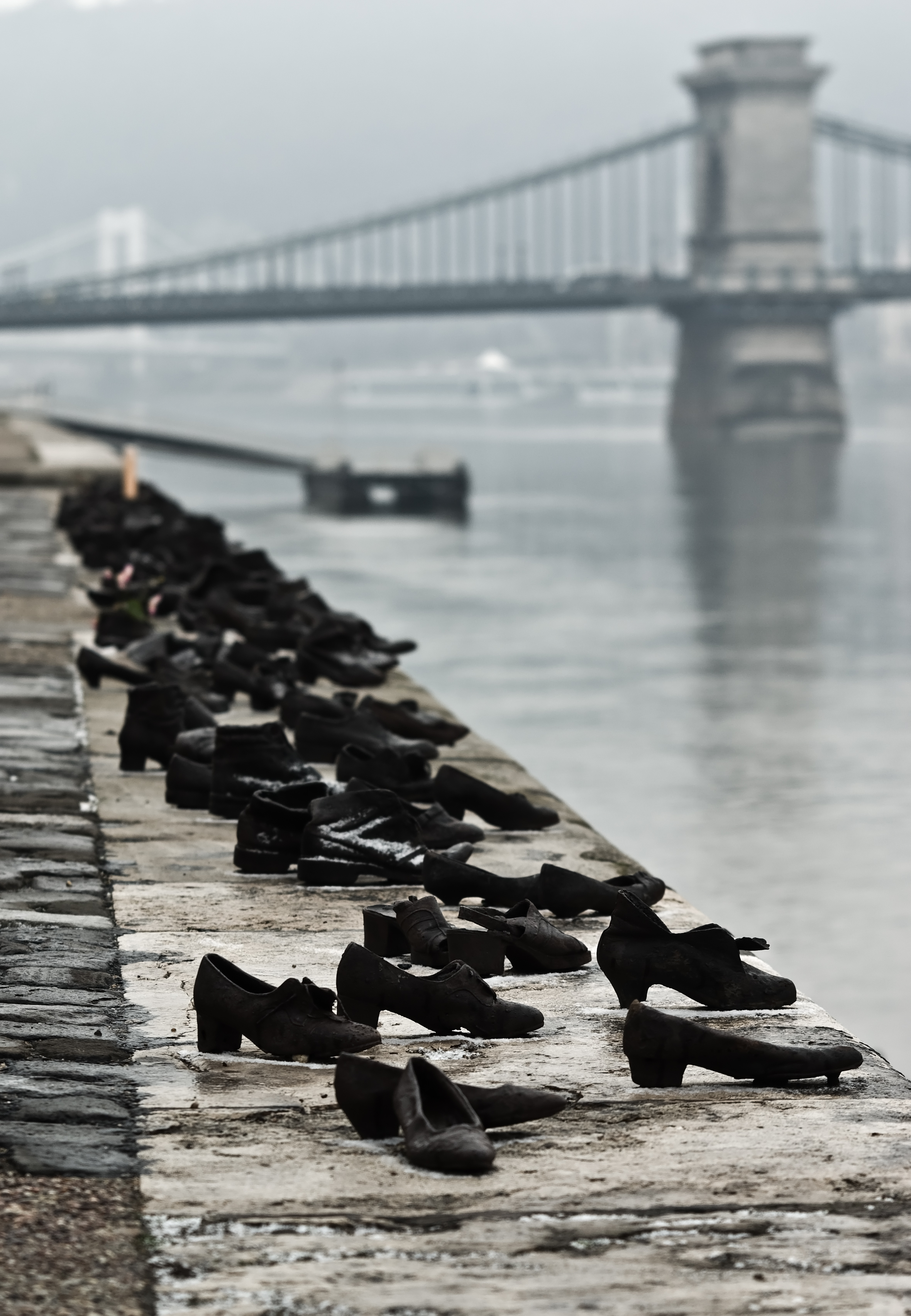
Schoenen op de Donaukade

Schoenen op de Donaukade is een gedenkteken in de Hongaarse hoofdstad Boedapest. Dit monument ligt aan de kade van de Donau en op deze plek zijn over een lengte van veertig meter, zestig paar metalen schoenen te vinden die op de rand van de kade staan. Zo'n tien meter hierachter is een zeventig cm hoge bank te vinden.
Het monument is geplaatst ter nagedachtenis aan de Joden die langs de oever van de Donau zijn gefusilleerd tijdens de pogroms die werden uitgevoerd door de Pijlkruisers; een met nazi-Duitsland sympathiserende beweging. De Joden werden eerst gedwongen om hun schoenen uit te trekken en vervolgens op de rand te gaan staan. Hierna werden ze doodgeschoten waarna ze in de rivier vielen en door de stroming werden meegenomen.
Dit monument is gemaakt door Can Togay en Gyula Pauer en werd onthuld in 2005.